# Chasma
En astrogeologia, chasma (plural chasmata, abr. CM) és una paraula llatina que significa «barranc» que la Unió Astronòmica Internacional (UAI) utilitza per indicar un tret superficial planetari que designa una vall o una gorja molt profunda i llarga i de pendents considerables. Per a l'assignació de noms a noves chasmata, la Unió Astronòmica Internacional segueix els següents criteris de nomenclatura, si no hi ha un altre criteri més general per al cos celeste en qüestió:
- A Venus: noms de deesses de la caça i de deesses de la Lluna (ex.: Dewi Ratih Chasma, a partir de la deessa de la Lluna de Bali).

Altres exemples són Coprates Chasma a Mart o la gran Ithaca Chasma a Tetis.